# Agaricus
Agaricus là một chi nấm gồm cả các loài nấm lành và có độc, gồm có thể hơn 300 loài phân bố khắp toàn cầu. Chi này gồm các loài nấm phổ biến như Agaricus bisporus và Agaricus campestris.